# Ivyland
Ivyland est un borough du comté de Bucks en Pennsylvanie, aux États-Unis. Elle est connue pour avoir l'une des plus belles collections de bâtiments victoriens de l'État, dont la majeure partie est inscrite au Registre national des lieux historiques. La population était de 1 041 habitants au recensement de 2010, soit une augmentation de 111,6 % par rapport au recensement de 2000.